# Bohumil Shimek
Bohumil Šimek (anglicky Shimek, 25. června 1861 Shueyville, Iowa – 30. ledna 1937 Iowa City, Iowa) byl česko-americký přírodovědec, ochránce přírody a profesor na University of Iowa.

## Život

### Rodina a mládí
Narodil se na farmě poblíž městečka Shueyville ve státě Iowa českým rodičům Františku Josefu Šimkovi a jeho manželce Marii Terezii. Manželé Šimkovi přišli do Spojených států, aby unikli náboženské a politické perzekuci evangelíků v Rakouském císařství. V roce 1866 se rodina přestěhovala do Iowa City, aby měla rodina lepší přístup k lékařské péči pro matku Marii, která trpěla tuberkulózou. Nemoci však brzy nato podlehla. Šimkův otec pracoval ve městě jako švec, v roce 1878 pak ochrnul a později zemřel v roce 1880.

### Vzdělání a kariéra
Bohumil Šimek poprvé navštěvoval vysokou školu v roce 1878 na univerzitě v Iowě jako student inženýrství. Během této doby se seznámil s přírodovědcem Henrym Pilsbrym, se kterým se zabývali sběrem a zkoumáním mušlí. Na univerzitě v roce 1883 vystudoval stavební inženýrství a následně pracoval jako železniční a krajský geometr. Později vyučoval zoologii na University of Nebraska v letech 1888 až 1890 a později se vrátil na University of Iowa jako profesor botaniky. V roce 1895 se stal odborným asistentem katedry botaniky a kurátorem herbáře, v této funkci setrval až do své smrti. V roce 1902 mu byl udělen magisterský titul M.A. Působil jako vedoucí katedry botaniky na University of Iowa od roku 1914 do roku 1919.
Hojněně cestoval po USA, studoval přírodu a také trávil čas cestováním po Československu a Nikaragui. Zvláště hodně cestoval po americkém středozápadě a po všech regionech Iowy. Záznamy ukazují, že v letech 1925 až 1928 Shimek shromáždil více než 10 000 exemplářů v Iowě, Nebrasce, Jižní Dakotě, Wisconsinu a Illinois. Odhaduje se, že za svůj život Shimek přispěl do sbírky 200 000 exemplářů cévnatých rostlin a 5 000 exemplářů mechorostů.
Byl členem Iowa State Geological Board . Byl také předsedou geologické sekce Mezinárodního vědeckého kongresu konaného v Evropě v roce 1911 jako pocta jeho významným příspěvkům. Geologická společnost Ameriky mu udělila výzkumný grant v roce 1936.

### Politická angažovanost
Po vypuknutí první světové války roku 1914 se začal rovněž angažovat v podpoře aktivit exilové skupiny Tomáše Garrigue Masaryka, který byl v exilu do Spojených států. Po osamostatnění Československa byl Šimek v roce 1918 pozván na Univerzitu Karlovu v Praze jako výměnný profesor botaniky. Zde mu byl udělen čestný titul Ph.D. jako uznání jeho vědeckého přínosu. V roce 1927 mu byla udělena i zvláštní čestná medaile.

### Úmrtí
V roce 1932 odešel Shimek po více než 46 let dlouhém působení do důchodu. Zemřel v Iowa City, Iowa, 30. ledna 1937 ve věku 75 let na srdeční komplikace způsobené chřipkou. Pohřben byl na Oakland Cemetery v Iowa City.
Jeho služby pro občany státu Iowa byly připomenuty zákonodárným sborem Iowy v jednomyslném usnesení o poctě, přijatém po jeho smrti 1. února 1937.

## Dílo
V sérii prací napsaných v letech 1890, 1896 a 1898. Shimek dospěl k závěru, že za ukládání spraše ve východní a západní Iowě je zodpovědný vítr (spíše než voda). Založil to po rozsáhlém studiu fosílií, stanovišť a života zvířat a rostlin v této oblasti. Tento objev se ukázal být hlavním příspěvkem ke studiu životního prostředí v regionu.
Po jeho smrti Šimkova sbírka lastur obsahovala téměř dva a půl milionu exemplářů, z nichž asi polovinu tvoří fosilie spraše. Tato sbírka byla podle jeho přání svěřena Smithsonovu institutu.
23. prosince 1991 byl Shimekův dům na Brown Street 529 v Iowa City zapsán do amerického Národního registru historických míst. Rovněž po něm pojmenován státní les v jižní Iowě, Shimek National Forest. Kromě toho je po něm pojmenována např. základní škola v okreu Johnson County, Iowa  a na jeho počest byla vytvořena cena Bohumil Shimek Environmental Educator Award.